# 류정남
류정남(1980년 10월 18일 ~ )은 대한민국의 희극 배우다. 누나는 가수 류국화다.

## 생애
부산에서 출생한 그는 1999년 연극배우 첫 데뷔하였으며 이후 2008년 KBS 23기 공채 개그맨으로 정식 데뷔하였다. 대표작에는 개그 코너 〈서울메이트〉 등이 있다.

## 학력
- 경남공업고등학교 (졸업)
- 부산정보대학 인터넷비즈니스과 전문학사 (졸업)

## 연기 활동

### 방송
- KBS2 《개그콘서트》
  - 〈보고싶다〉
  - 〈서울메이트〉
  - 〈사이코〉형사 역
  - 〈티라노 연애조작단〉깡패 연기자 역
  - 〈그땐 그랬지〉
  - 〈박부장〉회장 역
  - 〈어르신〉
  - 〈애니뭘〉유기견 역 → 백말숙 역
  - 〈버티고〉
  - 〈깐죽거리 잔혹사〉안일권의 부하 역
  - 〈사람 일은 모른다〉
  - 〈기승전병〉
  - 〈님은 딴곳에〉럭셔리 가이 역
  - 〈세.젤.예〉 2017년 2월 19일 출연
- MBC 《세바퀴》
- MBC 《무한도전》
- SBS 파워FM 《이국주의 영스트리트》
- 코미디TV 《맛있는 녀석들》
- kBS <1박2일>
- KBS<폭소클럽2>
- KBS<개그사냥>
- MBN<전국제패>
- KBS<비타민>
- KBS<희희낙락>

## 유행어
- 보~소~!↗(서울메이트)
- 똑.같.네!(서울메이트)
- 아닙니다. 저 새 사람 다 됐쉽니다!(어르신)
- 야! 조용히 해라 임마~! 듣기 싫다!(애니뭘)
- 야! 아직도 몰라? 우리 귀견이야! 귀족견! 예를 갖춰라 이놈~!(애니뭘)
- 감독님! 못하겠어요.(버티고)
- 여기서 뭐하는 거야? 타닥탁탁탁탁!(깐죽거리 잔혹사)
- 장사를 할려면 자리세를 내야할 것 아니야!(깐죽거리 잔혹사)
- 저기요! 여기서 최고 비싼 술로 주세요~(님은 딴곳에)